# Een samenzwering van idioten

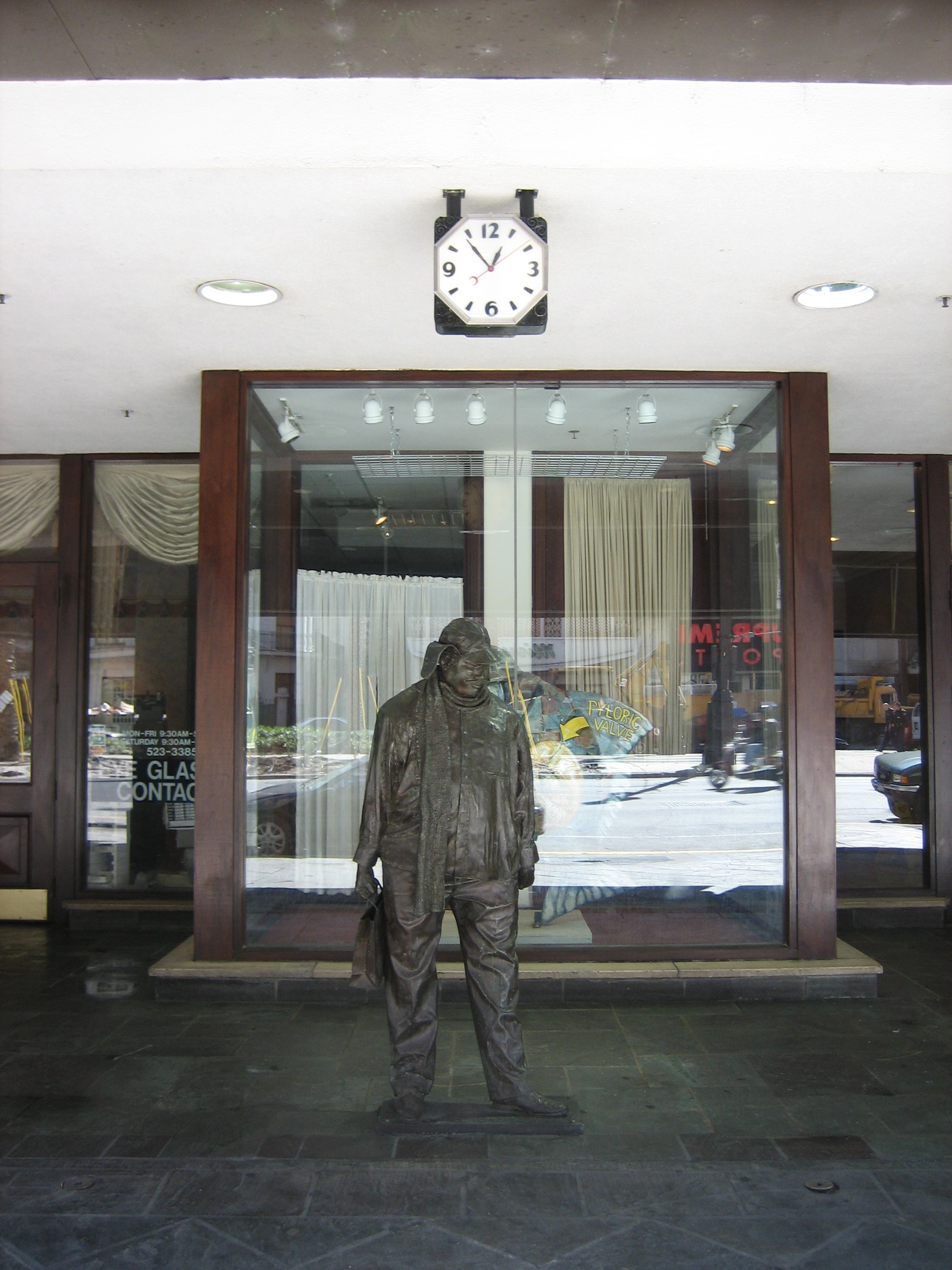
Standbeeld, voorstellend Ignatius J. Reilly

Een samenzwering van idioten (oorspronkelijke titel: A Confederacy of Dunces) is een roman van de Amerikaanse schrijver John Kennedy Toole die verscheen in 1980, elf jaar nadat de auteur zelfmoord gepleegd had. Door inspanningen van Tooles moeder Thelma en schrijver Walker Percy (die het voorwoord schreef) werd het boek alsnog uitgeven. Het verkreeg spoedig cultstatus en is nu een belangrijk onderdeel van de "canon" van zuidelijke Amerikaanse literatuur. Toole won in 1981 postuum de Pulitzer-prijs voor fictie.
De titel is afgeleid van een regel van Jonathan Swift (uit Thoughts on Various Subjects, Moral and Diverting): When a true genius appears in the world, you may know him by this sign, that the dunces are all in confederacy against him.
Het verhaal speelt zich af in New Orleans in het begin van de jaren zestig. De hoofdpersoon, Ignatius J. (Jacques) Reilly, is een intelligente maar luie man die op zijn dertigste nog steeds bij zijn moeder leeft in een woonwijk van de stad, en die door familieomstandigheden gedwongen wordt een baan te zoeken. In zijn zoektocht naar werk ontmoet hij een verscheidenheid aan kleurrijke personages uit New Orleans' "French Quarter".
Toole schreef de roman in 1963, tijdens zijn laatste maanden in Puerto Rico.

## Hoofdpersonen

### Ignatius J. Reilly
Ignatius Jacques Reilly is een soort moderne Don Quixote-excentriek, idealistisch en een beetje gek. In zijn voorwoord beschrijft Walker Percy hem als: "een slons, een gekke Oliver Hardy, een dikke Don Quixote, een perverse Thomas Aquino samengepropt in één mens." Hij haat moderniteit, vooral de popcultuur, en die walging wordt zijn obsessie: hij gaat naar de film om er grappen over te maken en zijn woede te uiten over het gebrek aan "theologie en geometrie" in de contemporaine wereld. Hij mist de Scholastiek van de Middeleeuwen, met name Boethius.
Aan de andere kant geniet hij van het comfort en de gemakken van de moderne wereld en haalt uit naar de Rednecks van het platteland, die alle moderne technologie haten en met vooruitgang associëren.
Dat Ignatius een brede fantasie heeft wordt wel duidelijk door het feit dat hij een profetische rol toedicht aan zijn maagportier, een orgaan dat voedsel doorsluist naar de darmen. Hij vereenzelvigt zich met Cassandra, een Grieks mythologisch figuur die een voorspellende gave kreeg van Apollo, in ruil voor een nacht samen. Slangen likten haar oren schoon zodat ze de toekomst kon horen, maar toen ze weigerde met Apollo te slapen legde hij een vloek op haar waardoor niemand haar toekomstvoorspellingen zou geloven.
Ignatius gelooft niet dat hij deel uitmaakt van deze wereld. Zijn maatschappelijke mislukkingen zijn het werk van hogere machten. Hij denkt dat Fortuna, godin van het toeval slecht voor hem gedraaid heeft op het rad van fortuin. Ignatius houdt van eten en zijn (seksuele) fantasieën gaan soms gekke kanten op. Obscene plaatjes maakt hij belachelijk om zijn zintuigen tegen hun prikkelende werking te beschermen.
Hoewel hij zichzelf ziet als iemand met een weidse wereldopvatting ziet hij het niet zitten zijn geboorteplek te verlaten en verveelt hij vrienden en vreemden met wie hij gesprekjes aanknoopt over een mislukt reisje naar Baton Rouge met een Greyhound-bus, een (voor hem) traumatische ervaring, 'extreme horror'.

### Myrna Minkoff
Myrna Minkoff, door Ignatius als "die brutale meid" benoemd, is een Joodse beatnik uit New York die Ignatius ontmoette toen ze op de universiteit zat in New Orleans. Hoewel hun politieke, sociale, religieuze en persoonlijke opvattingen volledig tegenovergesteld zijn hebben beide een fascinatie voor elkaar. In het boek wordt gerefereerd aan hun gezamenlijke aanvallen op de leerstof van hun docenten op de universiteit. In het grootste deel van de roman komt ze voor in de frequente correspondentie die de twee onderhouden sinds zij is teruggekeerd naar New York, een correspondentie vol met seksuele analyse van haar en haar walging voor zijn heiligschennende gedrag. Officieel betreuren ze beide elkaars gedrag, maar -hoewel geen van beide dat toegeeft- eigenlijk zijn ze constant bezig elkaar te imponeren.

### Irene Reilly
Mrs. Irene Reilly is Ignatius' moeder (21 jaar weduwe). Aanvankelijk geeft ze Ignatius de ruimte en rijdt hem waar die maar naartoe wil, maar naarmate het boek vordert leert ze voor zichzelf op te komen. Ze drinkt iets wat al te graag muskaatwijn, iets wat Ignatius overdrijft tot de proportie van 'zware alcoholiste'.
Ze wordt verliefd op Claude Robichaux, een welgestelde man. Aan het eind van het boek besluit ze met hem te trouwen nadat ze Ignatius in een gesticht stopt.

## Ignatius in de bioscoop
Toole beschrijft op komische wijze hoe Ignatius naar de film gaat. Hoewel hij de titels niet vernoemt kunnen de films geÏdentificeerd worden als Billy Rose's Jumbo en That Touch of Mink, beide Doris Day films uit 1962. In een andere passage weigert Ignatius een "weid geprezen Zweeds drama te gaan kijken, over een man die zijn ziel verliest." Dit is waarschijnlijk Ingmar Bergmans De avondmaalsgasten, aan het begin van 1963 uitgebracht. Nog verder op in het boek herinnert mevrouw Reilly zich de nacht waarop Ignatius verwekt werd: nadat zij en haar man Red Dust gezien hadden, uitgebracht in oktober 1932. Dit zou betekenen dat Ignatius rond juli 1933 geboren zou zijn; aangezien hij in het boek 30 jaar oud is speelt het boek zich waarschijnlijk af in 1963.

## De opbouw van het boek
De structuur van Een samenzwering van Idioten komt overeen met Ignatius' favoriete boek, Boethius'  Over de vertroosting der wijsbegeerte. Het boek heeft hoofdstukken en subhoofdstukken. Belangrijke delen zijn 'buiten' het verhaal geplaatst. In "Vertroosting" wisselen narratieve stukken af met metrische vers. In "Samenzwering" wordt de vertelstijl ook dichterlijk en zitten stukken van Ignatius' dagboek en brieven tussen hem en Myrna verwerkt.
Veel van de vertelwijze en het plot heeft Toole direct uit Over de vertroosting der wijsbegeerte gekopieerd.
Bepaalde aspecten van het boek weerspiegelen Toole's ervaringen in het echte leven. Bijvoorbeeld de twee banen die Ignatius heeft: hot-dog verkoper en medewerker in een broekenfabriek. Toole werkte na zijn afstuderen aan Tulane University in een fabriek waar broeken werden gefabriceerd. Zijn vrije dagen bracht hij vaak door in New Orleans's "French Quarter", waar hij een vriend hielp met een eetkraampje. Na zijn afstuderen leefde Toole ook met zijn 'overbeschermende' moeder. Op andere wijze was de auteur het tegenovergestelde van Ignatius, zo hield Toole van reizen en stond hij bekend als netjes en 'goed gekleed'.

## Het moeilijke pad naar publicatie
Zoals boven beschreven was het boek nooit uitgegeven als Toole's moeder in 1969 geen kopie uit Toole's huis had meegenomen, na zijn zelfmoord (op 31-jarige leeftijd). Thelma Toole was volhardend en is, ondanks vele afwijzingen, blijven doorgaan met uitgeverijen te contacteren.
Ze belde herhaaldelijk Walker Percy op, een auteur en docent op de Loyola Universiteit van New Orleans, eisend dat hij het manuscript moest lezen. Aanvankelijk weigerde hij, zoals ook in het voorwoord staat:
"...ze was volhardend, en op en een dag stond ze in mijn kantoor met het dikke manuscript. Er was geen ontkomen aan; de enige hoop voor mij was dat ik het slecht zou vinden na een paar pagina's, waarop ik het had kunnen stoppen met lezen. Meestal kàn ik dat ook doen, de eerste paragraaf voldoet meestal. Mijn enige angst was dat dit misschien niet slecht genoeg was, of juist net goed genoeg, zodat ik door zou moeten lezen...In dit geval las ik door. En door. Eerst met het gevoel dat het niet slecht genoeg was om te stoppen, toen met een sprankeltje nieuwsgierigheid, toen een groeiend enthousiasme en uiteindelijk ongeloof: ik hield niet voor mogelijk dat het zoó goed kon zijn."
Het boek werd uiteindelijk uitgegeven door de Louisiana State University Press in 1980. het won in 1981 de Pulitzer Prijs.
Hoewel de Tulane University in New Orleans een verzameling heeft van Toole's papieren, en er wat vroege schrijfsels zijn gevonden, is de locatie van het originele manuscript onbekend.